# Fräkentjärnen (Degerfors socken, Västerbotten, 715808-166154)
Fräkentjärnen är en sjö i Vindelns kommun i Västerbotten och ingår i Umeälvens huvudavrinningsområde. Sjön har en area på 0,0601 kvadratkilometer och ligger 217,4 meter över havet.

## Delavrinningsområde
Fräkentjärnen ingår i det delavrinningsområde (715830-166168) som SMHI kallar för Mynnar i Vindelälvens vattendragsyta. Medelhöjden är 230 meter över havet och ytan är 2,51 kvadratkilometer. Det finns inga avrinningsområden uppströms utan avrinningsområdet är högsta punkten. Vattendraget som avvattnar avrinningsområdet har biflödesordning 3, vilket innebär att vattnet flödar genom totalt 3 vattendrag innan det når havet efter 129 kilometer. Avrinningsområdet består mestadels av skog (82 procent). Avrinningsområdet har 0,06 kvadratkilometer vattenytor vilket ger det en sjöprocent på 2,4 procent.